# 공명 (수호전)

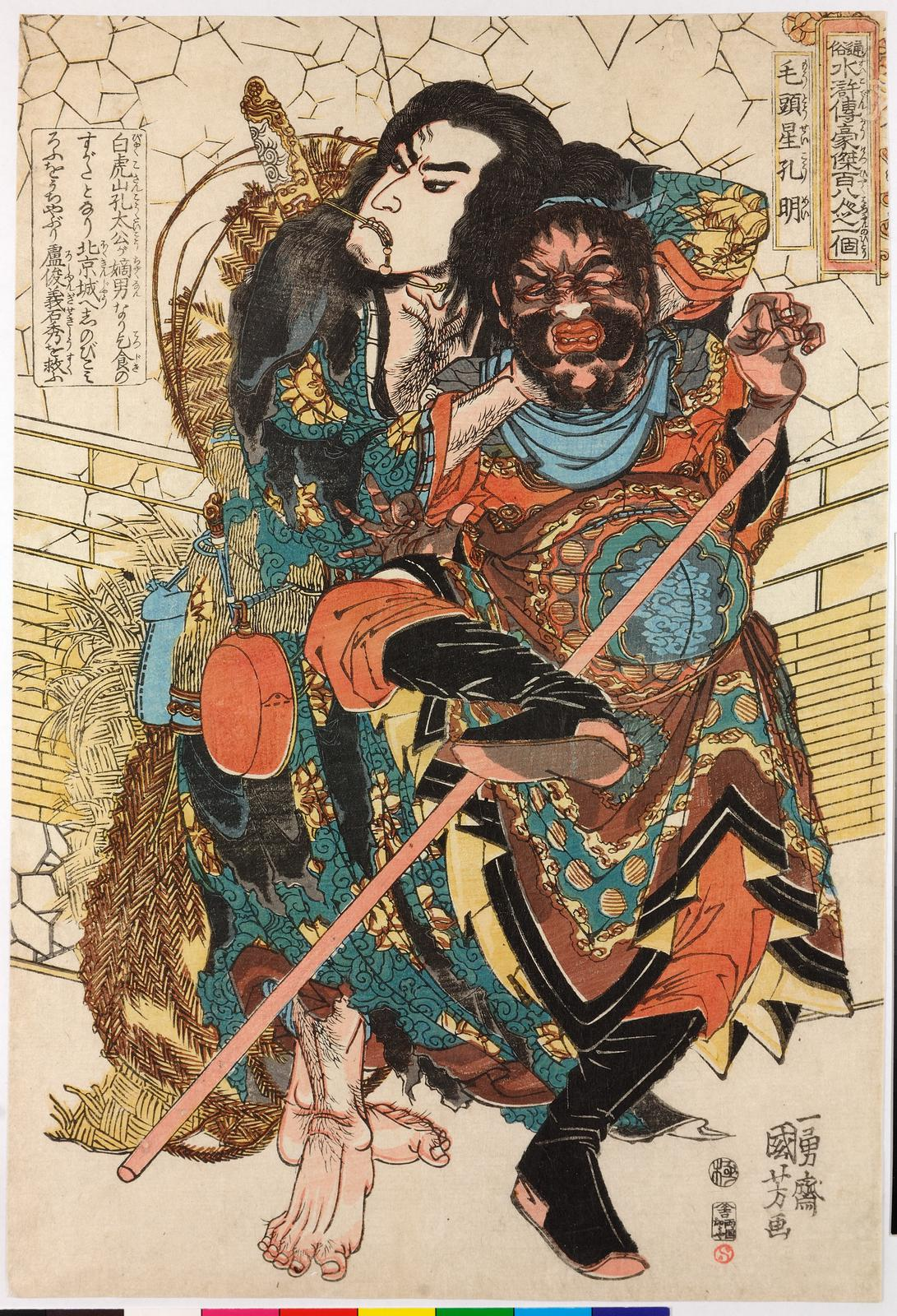

공명(孔明)은 중국의 사대기서(四大奇書) 중 하나인 《수호전》(水滸傳)에 등장하는 인물로, 108성 중 62위이자 지살성(地煞星)의 지창성(地猖星)에 해당한다. 별호는 모두성(毛頭星). 모두성은 흉성이자 28수 별자리 가운데 하나인 '묘수(昴宿)'를 뜻하는 데서 유래. 동생으로 공량이 있다.
일본의 중국 문학자인 다카시마 토시오는 책 '수호전 인물사전'에서 "공명, 공량의 이름은 분명히 제갈량 공명을 따랐지만 이 둘은 지모가 조금도 보이지 않는 촌뜨기다. 무슨 생각으로 이런 이름을 지었느냐"고 말했다.

## 생애
원래는 청주 백호산 자락에 사는 부잣집 아들이자 싸움꾼으로 동생 공량과 함께 졸개들을 거느리고 동네에서 날뛰고 다녔다. 살인으로 도망치던 송강을 숨기고 공량과 함께 그에게서 봉술을 배운다. 어느 날 공량이 크게 다쳐 돌아오고, 공량에게서 술집에서 행자의 모습을 한 덩치 큰 남자에게 당한 일을 듣는다. 그 말을 듣고 격분한 공명은 공량과 함께 졸개를 거느리고 그 덩치 큰 남자를 찾으러 갔다. 그리고 덩치 큰 남자가 술에 취해 강에 빠져 있던 것을 발견하고 끌어 올려 그대로 자신의 저택으로 연행한다. 그러나 송강에 의해 그 덩치 큰 남자가 바로 호랑이를 맨손으로 때려 죽인 무송임을 알게 되자 황급히 밧줄을 풀고 사죄하며 그를 극진히 받들었다. 그리고 이룡산으로 향하는 무송과 청풍채로 향하는 송강과 이별을 아쉬워하며 배웅했다.
그 후 아버지가 돌아가시고 탐욕스러운 땅의 부자와 다투다가 동생과 함께 그 부자 집안을 몰살해 버렸으므로 부득이 가족과 졸개를 데리고 백호산에 들어가 산적질을 생업으로 삼는다. 그러나 몇 년 후 청주성 안에 살던 숙부(공빈)가 산적의 친척이라는 이유로 청주 지사인 모용언달에 의해 붙잡힌 것을 알게 되자 곧 공량과 함께 숙부를 구하기 위해 졸개를 거느리고 청주성을 습격하지만, 도화산과 이룡산의 산적토벌을 하던 호연작이 소식을 듣고 되돌아와 호연작과 싸우지만 사로잡히고 만다. 이후 달아난 공량이 도화산과 백호산과 협력하고, 여기에 양산박도 가세해 청주성을 공격해 호연작을 사로잡고, 진명이 모용언달을 쳐 청주성을 함락시키고 숙부와 함께 구출되어 그대로 공량과 함께 양산박에 가담한다.
양산박에 입산 후에는 공량과 함께 중군을 호위하는 보병군 효장에 임명된다. 이후에도 공량과 함께 행동하여 북경 대명부 공격, 증두시 공격, 동평부 공격 등 많은 전투에 가담한다. 양산박이 조정에 귀순한 후에도 공량과 함께 행동하여 요나라전과 전호, 왕경토벌에 참전하고 방랍토벌에서 윤주, 상주, 소주 공격에 가담하나 항주에서 역병을 앓아 전선에서 이탈하여 그대로 회복되지 못하고 사망하였다.